# Montegioco
Montegioco är en ort och kommun i provinsen Alessandria i regionen Piemonte i Italien. Kommunen hade 304 invånare (2018).